# Astragalus glabristylus
Astragalus glabristylus är en ärtväxtart som beskrevs av William Bertram Turrill. Astragalus glabristylus ingår i släktet vedlar, och familjen ärtväxter. Inga underarter finns listade i Catalogue of Life.